# Akseltorv (Kolding)
 For alternative betydninger, se Axeltorv. (Se også artikler, som begynder med Axeltorv)
Akseltorv er et meget gammelt torv, der ligger centralt i Kolding. På torvets vestside har Kolding Rådhus stået siden 1500-tallet.
Akseltorv har siden middelalderen været centrum for byens handel. Navnet Akseltorv kommer af navnet vognaksel, og betyder noget i retning af "stedet hvor varer sælges fra vogn".
På torvets sydside står det fredede bindingsværkshus Den Borchske Gård fra 1595.